# すうぃと!
『すうぃと!』は、2007年9月21日にきゃんでぃそふとから発売されたアダルトゲーム。
メイド喫茶を舞台とした本作は、会話を重ね時間を共有していくことで、仕事仲間から恋人へと進むことができる。また、特定のメイドと親しくなると、恋人生活を楽しむことができるほか、メイドからのご奉仕Hを楽しむこともできる。

## ストーリー
就職浪人していた主人公・巳堂 京一は、夏のある日、1人の女性と出会う。叔父からの伝言で、新しくオープンする喫茶店の経営を任せたいという話だった。その喫茶店「Sucre（シュクレ）」は近頃はやりだしたメイド喫茶であり、自分には縁のなかった界隈の話に京一は困惑を覚える。それでも、他に行く当てのなかった京一は、「Sucre」の店長として働き始めた。

## 主要登場人物
巳堂 京一（みどう きょういち）
主人公。専門学校で経営学を学んだ後、就職先に困っていたところへ、叔父からメイド喫茶「Sucre（シュクレ）」経営の話を持ち掛けられ、店長になる。
巳堂 羽織（みどう はおり）
声：榊原ゆい
「Sucre」のメイドの一人。京一の従妹であり、幼少時から親しい関係にあった。基本的に真面目だが、突っ走りがちなうえ、少し妄想癖がある。もともとは内気な性格だったため、一人でいる時間が多かったことから、漫画をはじめとする本を読むことを趣味にするようになった。
上弦 綾音（かみづる あやね）
声：青山ゆかり
「Sucre」のメイドの一人。元は可愛く素直な女の子だったのだが、あるきっかけで豹変。現在はなんでもこなせる優等生だが、同じ目線で付き合える人間がおらず、心から笑えないことに悩んでいる。
天深 ヒヨリ（あまみ ひより）
声：北都南
「Sucre」のメイドの一人。マイペースだが芯の強い部分もある。小柄な体格ながらも高い能力を持つ。直感的な振る舞いが目立ち、趣味はナワバりの探索である。
館早 つづみ（たてはや つづみ）
声：金松由花
「Sucre」のメイドの一人。一見すると礼儀正しい人物に見えるが、外見と本来の性格にギャップがあり、おかしな人物として見られることがある。また、ゴスロリ的ファッションが好みであり、ウィンドーショッピングを趣味とする。制服が気に入ったなど複数の理由をもって「Sucure」に応募した経緯を持つ。
貴宮 結夏（たてみや ゆいか）
声：野宮香央里
「Sucre」のメイドの一人。明るくサバけた性格で、メイド達のリーダー役を務める。その一方で、自らのがさつさに困っている。
もともとは本店にいたが、棗が「Sucre」の副店長を務めるにあたってヘルプスタッフを募集していたことから、「Sucre」に来たという経緯を持つ。
個性的なメイドたちに苦労しつつも、自分が育ててきた存在であるがために愛着をもって接している。
蓬月 棗（ほうげつ なつめ）
声：かわしまりの
「Sucre」の実質的な指導者。自分には厳しいが他人には基本的に寛容。また、若いころの自分について悔いている。

## スタッフ
- 原画：病（やまい）[1]
- シナリオ：ryo・ろけっと☆がちゃっく